# Henning von der Heyde
 (juin 2023).
Si vous disposez d'ouvrages ou d'articles de référence ou si vous connaissez des sites web de qualité traitant du thème abordé ici, merci de compléter l'article en donnant les références utiles à sa vérifiabilité et en les liant à la section « Notes et références ».
Henning von der Heyde (né avant 1487, mort après 1520) est un peintre et sculpteur allemand.

## Biographie
Selon la documentation, Henning von der Heyde vit à Lübeck entre 1487 et 1520. Il est l'élève du sculpteur de Lübeck Bernt Notke. Il travaille pour l'hôpital Saint-Georges et en 1513 l'Ältermann.

## Œuvre

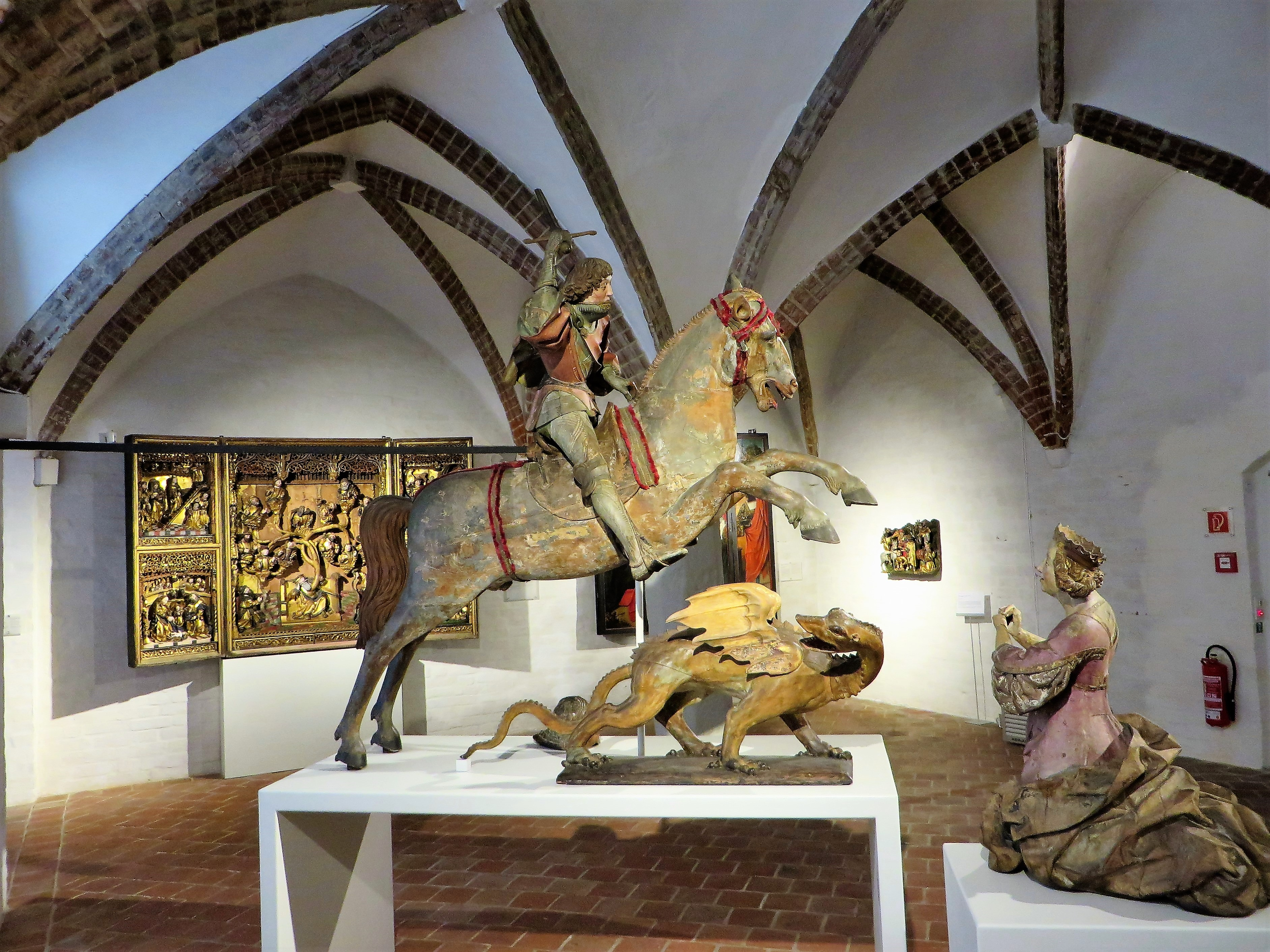
Saint Georges et le dragon au Museumsquartier Sainte-Anne de Lübeck

Le groupe sculptural Saint-Georges crée au format 3/4 montre Georges de Lydda et la princesse. Il est créé à l'origine pour l'ancienne chapelle Saint-Georges de Lübeck et se trouve aujourd'hui dans le Museumsquartier Sainte-Anne de Lübeck. Le dragon est un remplaçant de 1619. Le 14 octobre 1534, sous le règne de Jürgen Wullenwever, la chapelle et l'infirmerie sont vandalisées et pillées par des partisans incités du bourgmestre, détruisant une grande partie des œuvres d'art et du mobilier et endommageant gravement le bâtiment lui-même. La statue de Saint Georges, qui était déjà considérée comme précieuse à l'époque, fut mise en sécurité au préalable, mais pas le dragon de von der Heyde qui fut détruit. De 1540 à 1542, l'église et l'infirmerie sont restaurées. La statue de Saint Georges est redécouverte en 1541 avec d'autres objets d'art dans le domaine de l'ancien conseiller Johann Sengestake, restaurée et ramenée à son ancien emplacement ; le sculpteur Hinrich Wittekop remplace le dragon perdu en 1619, mais il est visiblement trop petit par rapport aux autres personnages du groupe. La statue de Saint Georges est transférée dans la nouvelle chapelle en 1646, mais s'avère trop archaïque et inappropriée pour le nouveau bâtiment. Elle est entreposée dans le grenier, où il n'est retrouvé qu'en 1861. L'œuvre d'art est apportée à l'église Sainte-Catherine et le conservateur du monument Carl Julius Milde effectue la restauration. Elle se trouve au musée Sainte-Anne depuis 1915.
Les parties conservées d'un autel sculpté de l'église Sainte-Marie de Plau am See sont attribuées à son atelier.
Henning von der Heyde est également reconnu comme le créateur de l'autel de l'église de Brændekilde et des sculptures du château épiscopal de Kuressaare, qui se trouvaient à l'origine dans l'église de Kaarma, ainsi que le créateur d'une sculpture de Saint Jérôme dans l'église de l'abbaye de Vadstena  et une tête de Jean le Baptiste de l'église de Norrby dans l'Uppland, maintenant au musée historique de Stockholm.